# Trentepohlia majuscula
Trentepohlia majuscula är en tvåvingeart som beskrevs av Alexander 1931. Trentepohlia majuscula ingår i släktet Trentepohlia och familjen småharkrankar. Inga underarter finns listade i Catalogue of Life.